# Justin Huntly McCarthy

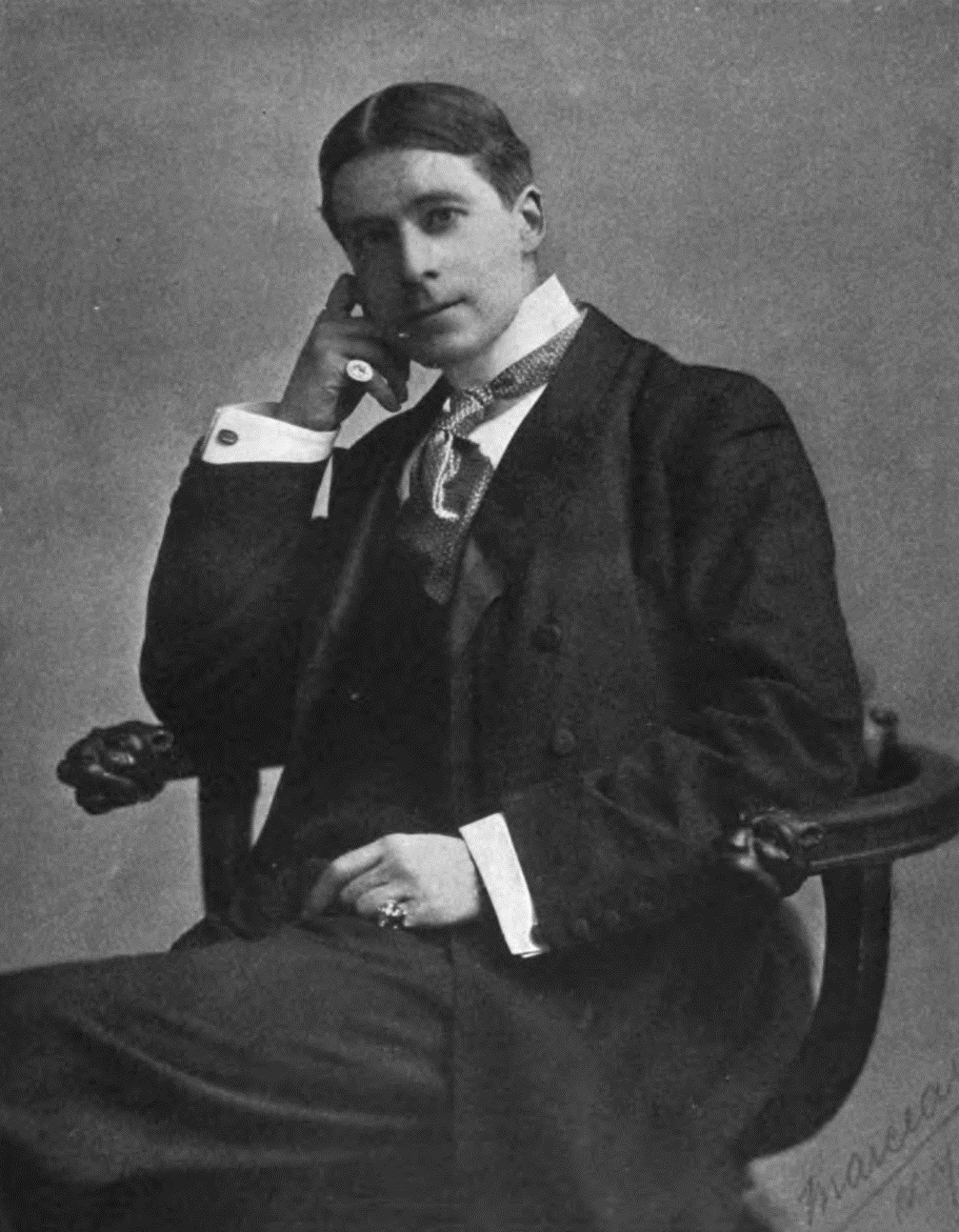
Justin Huntly McCarthy.

Justin Huntly McCarthy, född omkring 1860, död den 20 mars 1936, var en irländsk skriftställare, son till Justin McCarthy.
McCarthy var 1884-1892 medlem av underhuset och författade ett stort antal romaner, dikter, skådespel, populärhistoriska arbeten och politiska agitationsskrifter. Dessutom utgav han en poetisk översättning av Omar Khayyams "Rubaiyat" (1889).